# Tittling

Blick auf Tittling

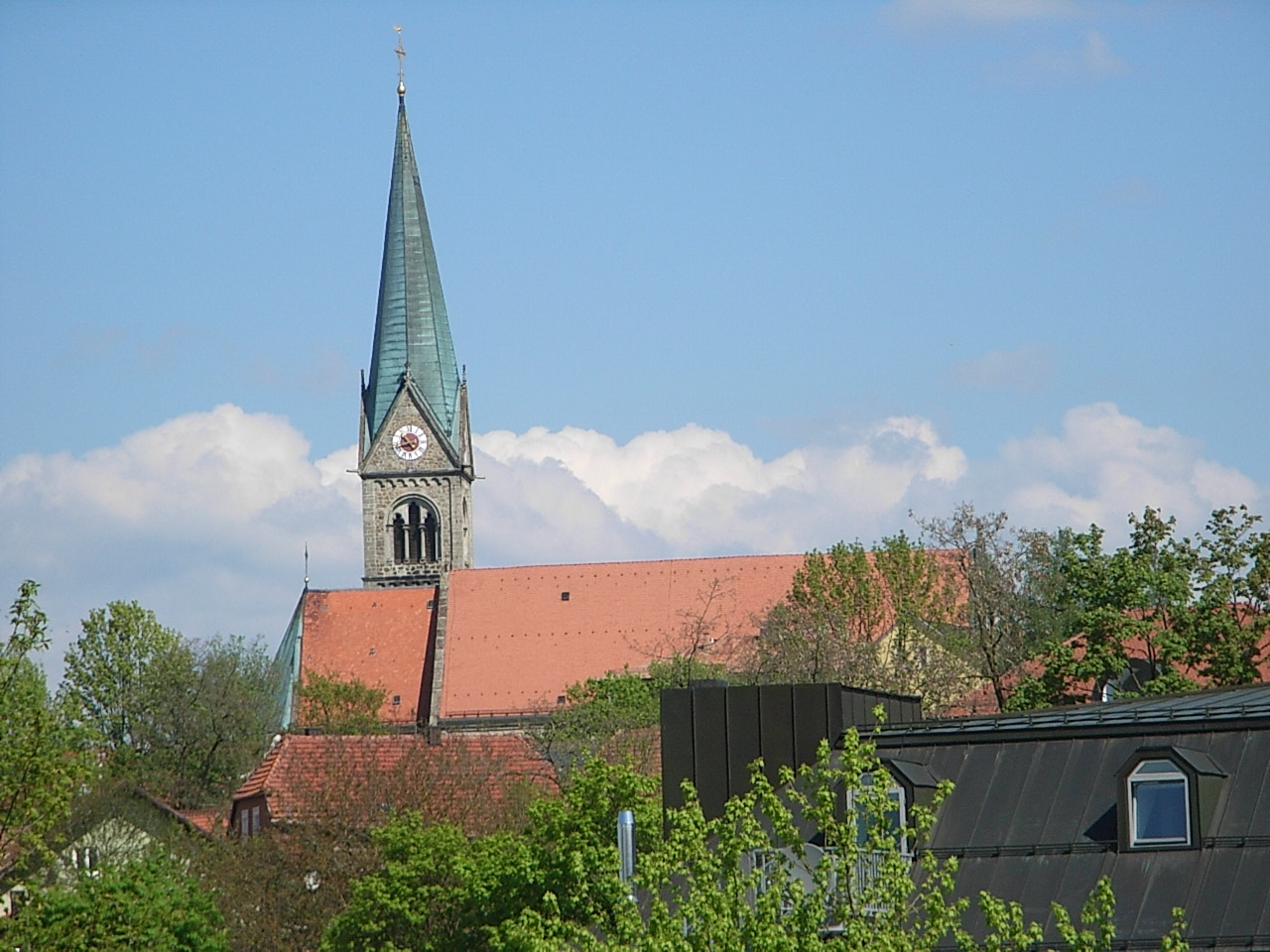
Die Pfarrkirche St. Vitus, aus Tittlinger Granit erbaut

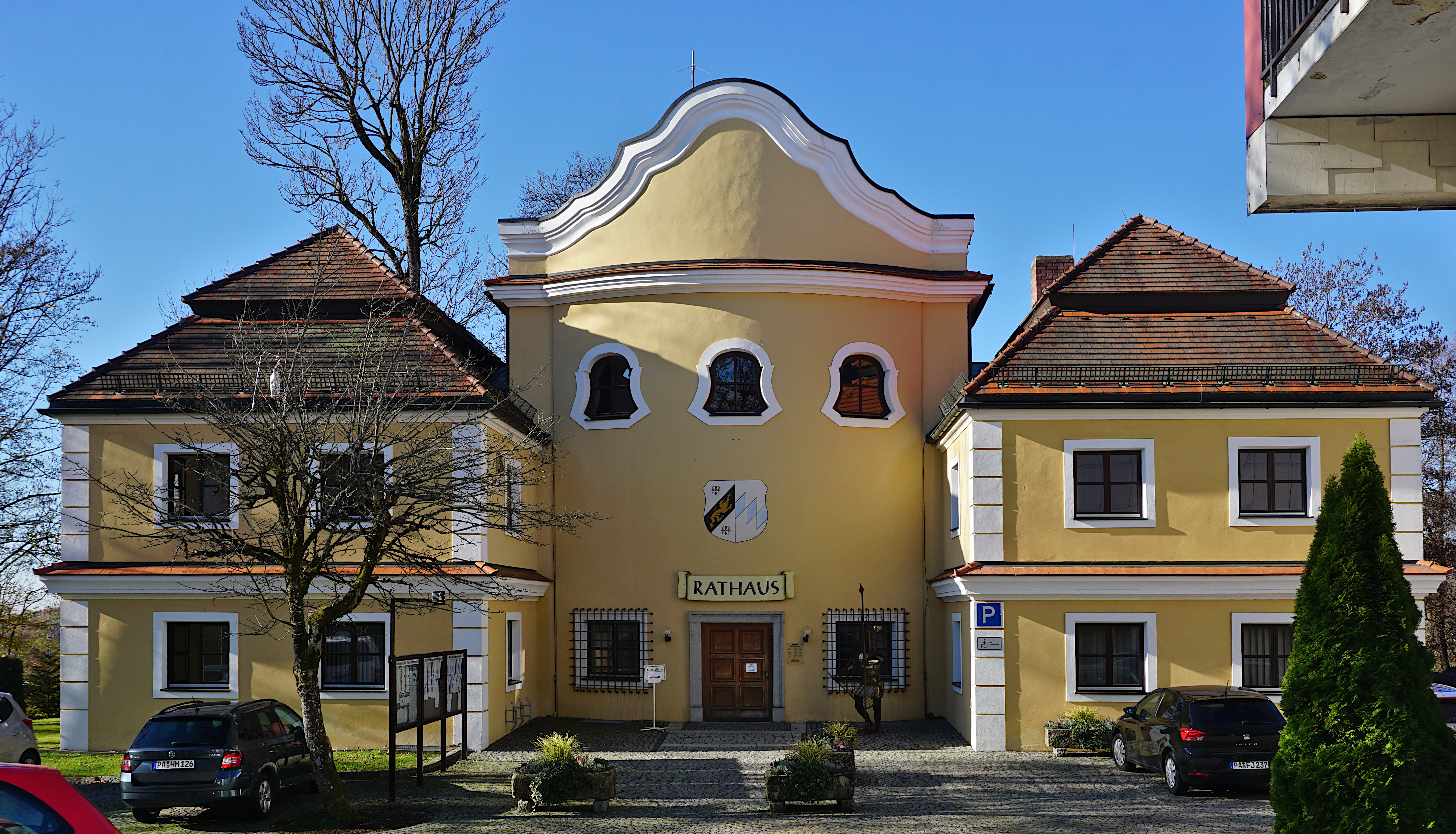
Das Rathaus in Tittling

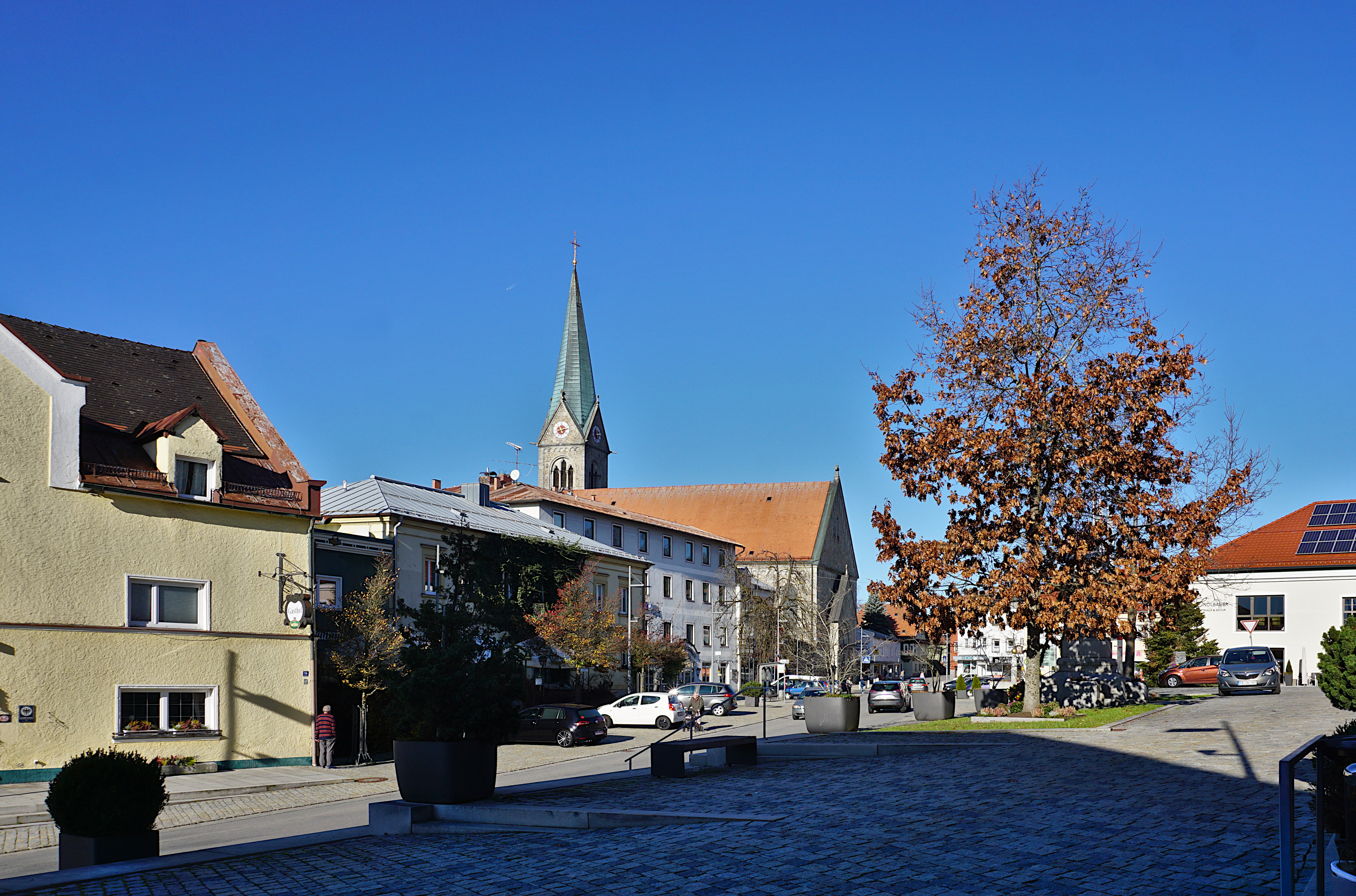
Der Marktplatz in Tittling

Tittling ist ein Markt im niederbayerischen Landkreis Passau. Der gleichnamige Hauptort ist ein staatlich anerkannter Erholungsort. Tittling ist Mitglied der ILE Passauer Oberland.

## Geografie

### Geografische Lage
Tittling bildet das Herz des Dreiburgenlandes und liegt in der Region Donau-Wald zwischen der Dreiflüssestadt Passau (23 km) und dem Nationalpark Bayerischer Wald. Das Gemeindegebiet erstreckt sich auf einer Höhe von 400 bis 600 Metern westlich der Ilz, einem der letzten Wildflüsse in Bayern. Der Ort ist bekannt für seine Steinbrüche, in denen der Tittlinger Granit abgebaut wird. Die relativ hohe Lage am Hang des 576 m hohen Blümersberges sorgt dafür, dass der Ort fast ganzjährig nebelfrei ist. An Föhntagen reicht die Sicht vom Blümersberg bis zur Kette der Alpen.

### Nachbargemeinden
- Perlesreut (Landkreis Freyung-Grafenau)
- Saldenburg (Landkreis Freyung-Grafenau)
- Thurmansbang (Landkreis Freyung-Grafenau)
- Fürstenstein (Landkreis Passau)
- Neukirchen vorm Wald (Landkreis Passau)
- Witzmannsberg (Landkreis Passau)

### Gemeindegliederung
Es gibt 30 Gemeindeteile (in Klammern ist der Siedlungstyp angegeben):
- Anschießing (Weiler)
- Badlhof (Einöde)
- Böhmreut (Einöde)
- Dobl (Weiler)
- Eisensteg (Dorf)
- Englburg (Dorf)
- Gehersberg (Weiler)
- Gneisting (Weiler)
- Göttersberg (Dorf)
- Hohenwart (Dorf)
- Hörmannsdorf (Dorf)
- Hötzendorf (Dorf)
- Kothingrub (Dorf)
- Lanzendorf (Einöde)
- Loizersdorf (Dorf)
- Masering (Weiler)
- Muth (Weiler)
- Preming (Dorf)
- Pretz (Dorf)
- Roitham (Weiler)
- Rothau (Dorf)
- Rothaumühle
- Schneidermühl (Einöde)
- Siebenhasen (Dorf)
- Stützersdorf (Dorf)
- Taubenweid (Einöde)
- Tittling (Hauptort)
- Tresdorf (Weiler)
- Wildenberg (Dorf)
- Windorf (Weiler)

Es gibt nur die Gemarkung Tittling.

## Geschichte

### Bis zum 19. Jahrhundert
Im Jahre 1155 ist der Ort als Adelssitz erstmals urkundlich belegt. Der Markt Tittling im heutigen Bezirk Niederbayern gehörte den Grafen von Taufkirchen, bis ihn 1290 der bayerische Herzog kaufte. Es bildete eine geschlossene Hofmark, deren Sitz Tittling war. Der verkehrsgünstig gelegene Ort besitzt schon seit 1322 die Marktrechte mit wichtigen Eigenrechten, heute noch werden viermal im Jahr Kirtas veranstaltet. Ein schwerer Brand am 17. April 1803 verwüstete den Markt und vernichtete sowohl das Schloss als auch die barocke Einrichtung der gotischen Pfarrkirche St. Vitus. Von 1890 bis 1892 wurde die heutige neugotische Pfarrkirche aus Tittlinger Granit erbaut und am 21. September 1893 von Bischof Michael von Rampf geweiht. Sie besitzt einen 72 Meter hohen Turm. Die alte Kirche wurde abgebrochen.

### 20. und 21. Jahrhundert
Zwischen dem 24. und dem 29. April 1945 kam es im Umfeld von Tittling zu Kämpfen zwischen der amerikanischen 11th Armored Division und Einheiten von Wehrmacht und Waffen-SS. Dabei wurde auch Tittling beschossen, eine größere Anzahl von Menschenleben war zu beklagen. Nach Kriegsende gab es bis 1946 im Ort ein großes Gefangenenlager. Im Markt und der Gemeinde entstanden schwere Schäden, doch Tittling erholte sich rasch, entwickelte eine gesunde Wirtschaft und wurde ab dem 1. September 2013 in der Verordnung über das Landesentwicklungsprogramm (LEP) als Mittelzentrum ausgewiesen. 1978 erhielt die Gemeinde im Wettbewerb Unser gastliches Bayern eine Anerkennung des Bayerischen Staatsministeriums für Wirtschaft und Verkehr und 1982 das Prädikat staatlich anerkannter Erholungsort.

### Einwohnerentwicklung
Im Zeitraum 1988 bis 2018 wuchs der Markt von 3877 auf 4238 um 361 Einwohner bzw. um 9,3 %.
| Jahr | Einwohner |
| ---- | --------- |
| 1840 | 1477      |
| 1900 | 1964      |
| 1970 | 3924      |
| 1987 | 3860      |
| 1991 | 3883      |
| 1995 | 3898      |
| 2000 | 3793      |
| 2005 | 3789      |
| 2010 | 3637      |
| 2015 | 4008      |
| 2019 | 4241      |
| 2021 | 4261      |

## Politik

### Marktgemeinderat
Der Marktgemeinderat setzt sich seit 1. Mai 2020 entsprechend der Kommunalwahl am 15. März 2020 wie folgt zusammen:
|                                         | Sitze | Stimmenanteil |
| --------------------------------------- | ----- | ------------- |
| CSU                                     | 6     | 39,50 %       |
| Grüne                                   | 1     | 3,55 %        |
| Freie Wähler                            | 3     | 21,19 %       |
| SPD                                     | 2     | 13,57 %       |
| Überparteiliche Wählergemeinschaft (ÜW) | 4     | 22,18 %       |
| Gesamt                                  | 16    | 100,00 %      |

Die Wahlbeteiligung betrug 55,13 %. Gegenüber der Amtszeit 2014 bis 2020 musste die CSU und SPD jeweils einen Sitz abgeben, ÜW und Freie Wähler gewannen jeweils ein Mandat dazu.

### Bürgermeister
Berufsmäßiger Erster Bürgermeister ist seit dem 14. Februar 2024 Josef Artmann. Der von der CSU vorgeschlagene Bewerber gewann die Bürgermeisterwahl vom 12. November 2023 mit 61,8 % der Stimmen. Die Wahlbeteiligung lag bei 58,0 %.
In Tittling wird seit den 1950er-Jahren nach dem plötzlichen Tod des damaligen Bürgermeisters außerhalb der regulären Kommunalwahlen neu gewählt.
Seit 1946 standen an der Spitze der Gemeinde:
| Amtszeit  | Name                 |
| --------- | -------------------- |
| 1946–1948 | Alois Raster         |
| 1948–1959 | Johann Habereder     |
| 1959–1975 | Alois Drexler        |
| 1975–1987 | Michael Fischl       |
| 1988–2005 | Herbert Zauhar       |
| 2006–2011 | Waldemar Bloch       |
| 2012–2024 | Helmut Willmerdinger |
| seit 2024 | Josef Artmann        |

### Finanzen
Die Gemeindesteuereinnahmen betrugen im Jahr 2017 3.414.000 Euro, davon waren 944.000 Euro (netto) Gewerbesteuereinnahmen und 1.776.000 Euro Gemeindeanteil an der Einkommensteuer.

### Wappen
| Wappen von Tittling | Blasonierung: „Gespalten; vorne in Silber ein mit einem linkshin schreitenden goldenen Löwen belegter schwarzer Schräglinksbalken, begleitet von zwei vierblättrigen roten heraldischen Rosen mit goldenen Butzen; hinten in Silber drei absteigende blaue Rauten.“ |
| Wappen von Tittling | Wappenführung seit 1924 |

### Partnerschaften
Seit 2023 besteht eine Gemeindepartnerschaft mit der oberösterreichischen Stadtgemeinde Eferding.

## Kultur und Sehenswürdigkeiten

### Museen

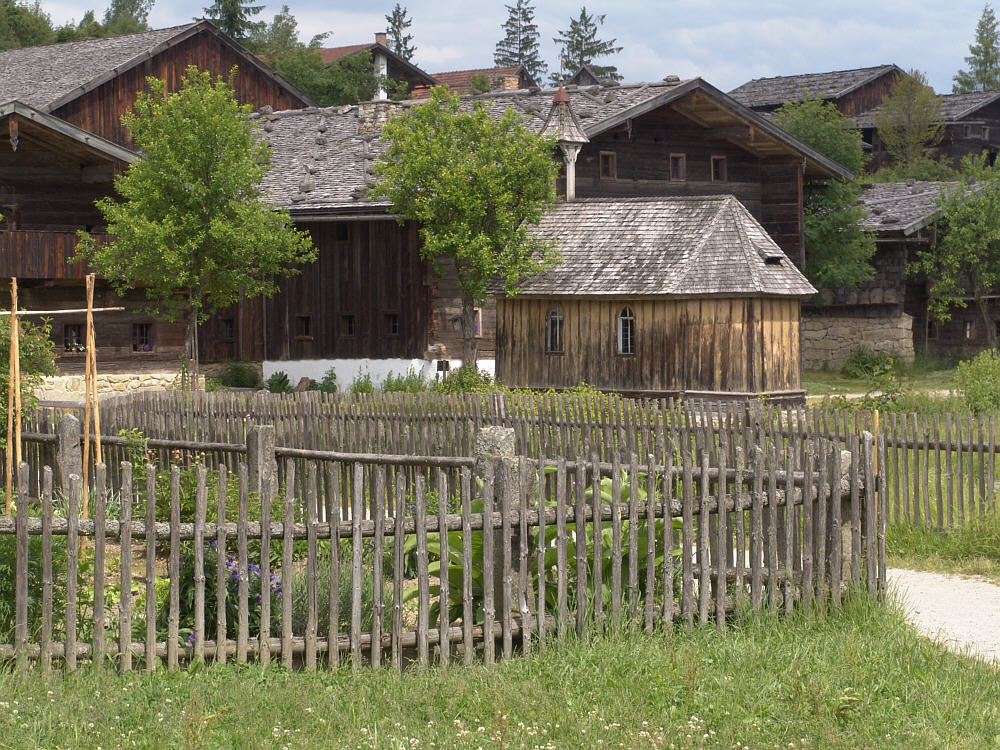
Museumsdorf Bayerischer Wald bei Tittling

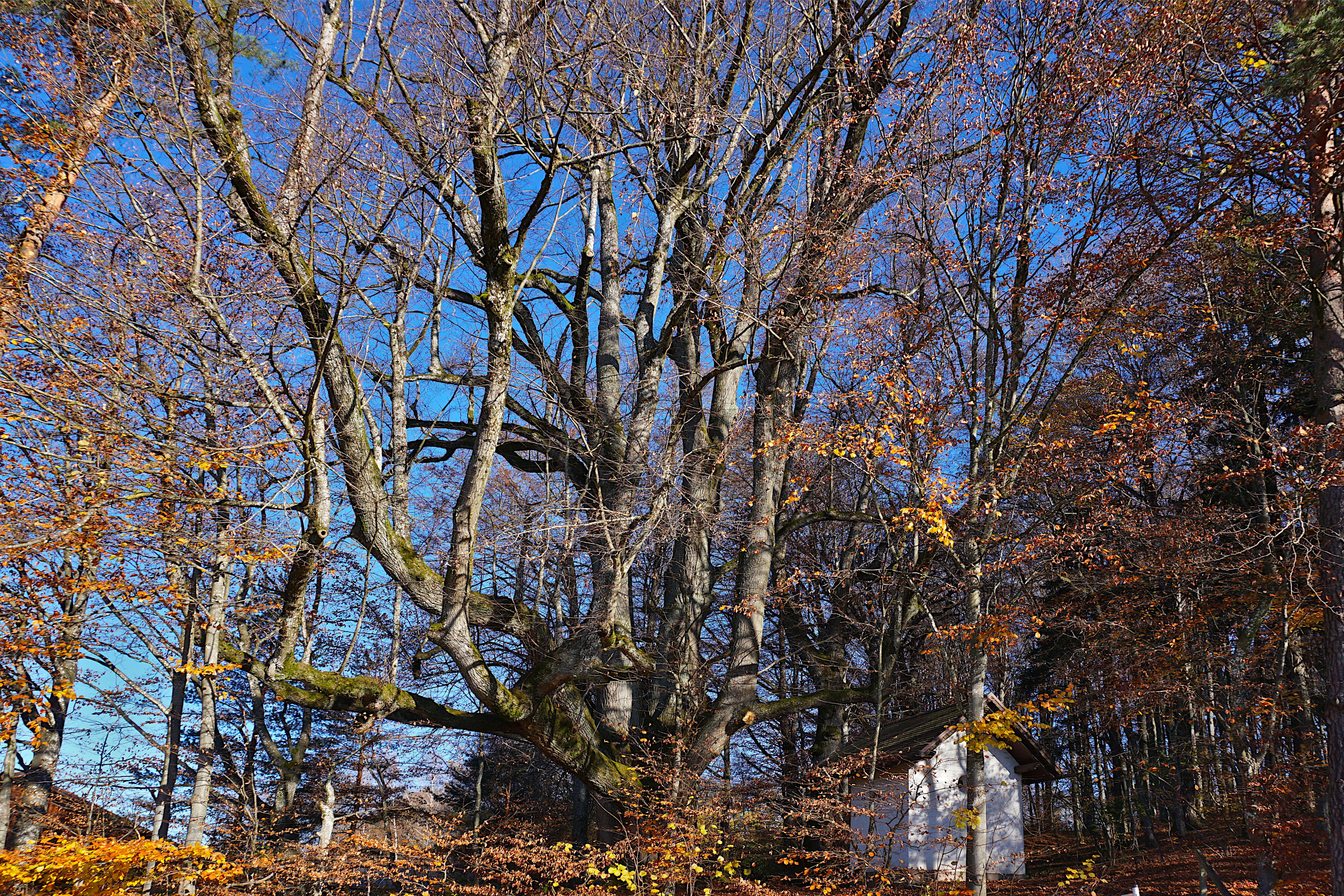
„Tausendjährige“ Linde an der Halbmeile-Wegkapelle in Gneisting

Das Museumsdorf Bayerischer Wald zählt zu den größten europäischen Freilichtmuseen. Haus- und Hofformen des Bayerischen Waldes vom 14.–19. Jahrhundert werden im Original ausgestellt.

## Wirtschaft und Infrastruktur

### Wirtschaft einschließlich Land- und Forstwirtschaft
2017 gab es in der Gemeinde 1618 sozialversicherungspflichtige Arbeitsplätze. Von der Wohnbevölkerung standen 1633 Personen in einem versicherungspflichtigen Beschäftigungsverhältnis. Damit war die Zahl der Auspendler um nur 15 Personen größer als die der Einpendler. 85 Einwohner waren arbeitslos. 2016 gab es 25 landwirtschaftliche Betriebe. Von der Gemeindefläche waren 946 Hektar landwirtschaftlich genutzt.

### Verkehr
Tittling liegt an der Bundesstraße 85 von Regen (Stadt) (40 km) bzw. Grafenau (18 km) nach Passau (23 km), welche in Richtung Passau gut ausgebaut ist. Über den Autobahnzubringer erreicht man nach rund 15 km die Bundesautobahn 3 (Ausfahrt Aicha vorm Wald).
Der Markt liegt auch an der ehemaligen Eisenbahnstrecke Deggendorf – Kalteneck (– Passau) und besaß den höchstgelegenen Bahnhof dieser Bahnlinie. Seit Frühjahr 2006 befindet sich auf dieser Trasse der Donau-Ilz-Radwanderweg von Hengersberg über Eging am See nach Kalteneck. Der Radwanderweg wird im Winter als Langlaufloipe genutzt.

### Erholungs- und Sportmöglichkeiten
Dreiburgensee, Museumsdorf Bayerischer Wald, Ilztal, Wanderwege, Aussichtspunkt Blümersberg, Hallenbad, Sporthallen, Sauna, Tennisplätze (5), Fitnesscenter, Solarien, Sommereisstockbahn, Skatepark, Reithalle, Minigolf, Skilift, Langlaufloipen, Theater, Danceclub, Freizeitangebot durch rund 70 örtliche Vereine und Gruppen.

### Bildung
Es gibt folgende Einrichtungen:
- Zwei Kindertageseinrichtungen: Kindergarten St. Elisabeth mit 115 Kindergartenplätzen (inkl. 15 Kleinkindbetreuungsplätze) und Waldkindergarten St. Franziskus mit 40 Kindergartenplätzen.[14]
- Wohn- und Pflegezentrum St. Marien gGmbH mit 114 Pflegeplätzen
- Die Wilhelm-Niedermayer-Grund- und Mittelschule mit 143 Schülern in der Grundschule[15] und 112 Schülern in der Mittelschule (Schuljahr 2023/24).[16]
- Die Realschule im Dreiburgenland[17] (Staatliche Realschule Tittling) mit 536 Schülern (Schuljahr 2023/24).[18]

## Persönlichkeiten
- Max Peinkofer (1891–1963), Schriftsteller
- Wilhelm Niedermayer (1899–1965), Künstler
- Michael Fischl (1924–2005), 1975–1987 Bürgermeister von Tittling
- Georg Höltl (1928–2016)
- Wolfgang Herles (* 1950), Journalist und Schriftsteller
- Lucia Kornexl (* 1955), Anglistin und Professorin
- Roswitha Toso (* 1963), Landtagsabgeordnete
- Ralf Stadler (* 1964), Landtagsabgeordneter
- Teresa Habereder (* 1983), Schauspielerin und Model